# Snellenita divaricata
Snellenita divaricata är en fjärilsart som beskrevs av M.Gaede 1930. Snellenita divaricata ingår i släktet Snellenita och familjen tandspinnare. Inga underarter finns listade i Catalogue of Life.